# Diga di Sos Canales
La diga di Sos Canales è uno sbarramento artificiale situato nell'omonima località, in territorio di Buddusò, provincia della Gallura Nord-Est Sardegna. Realizzata sul fiume Tirso per scopi idropotabili, genera l'omonimo lago.
La diga, edificata su progetto dell'ingegnere Filippo Arredi tra il 1956 e il 1959 e collaudata il 19 aprile 1968, è di tipo murario a gravità a speroni. Ha un'altezza, calcolata tra quota di coronamento e punto più basso del piano di fondazione, di 51 metri e sviluppa un coronamento di 341,70 metri a 712,50 metri s.l.m.
Alla quota di massimo invaso, prevista a m 711,50 s.l.m., il bacino generato dalla diga ha una superficie dello specchio liquido di circa 0,25 km² mentre il suo volume totale è calcolato in 5,06 milioni di m³. La superficie del bacino imbrifero direttamente sotteso risulta pari a 17 km².
L'impianto, di proprietà della Regione Sardegna, fa parte del sistema idrico multisettoriale regionale ed è gestito dall'Ente acque della Sardegna.